# Poprava ukamenováním

Mapa zobrazující země, kde je veřejné ukamenování soudní nebo mimosoudní formou trestu.

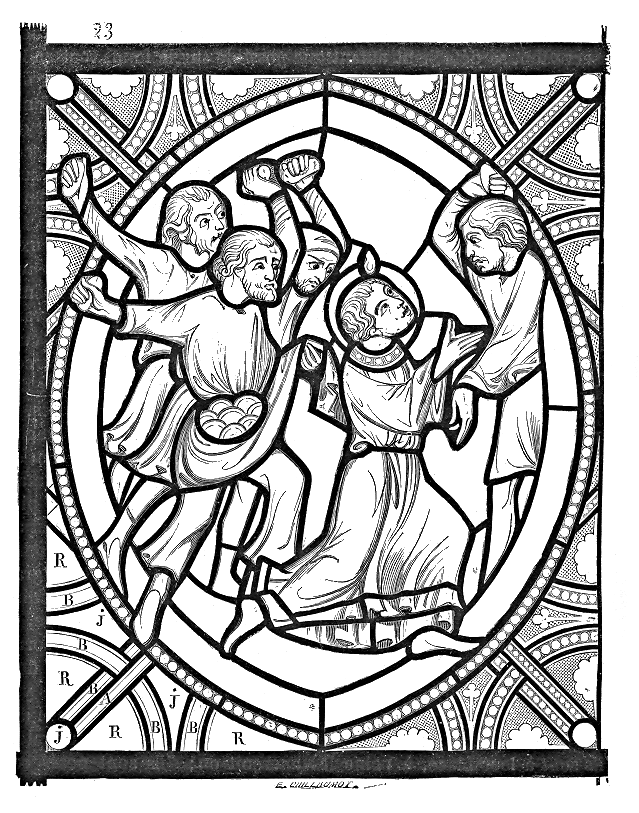
Ukamenování svatého Štěpána – detail vitraje katedrály v Bourges

Poprava ukamenováním je způsob vykonání trestu smrti, při němž dav hází kameny na spoutanou oběť. Jelikož při ukamenování prakticky nelze označit osobu, která smrt zapříčinila, bývá tento způsob popravy aplikován jako lynčování – kamenující jsou si vědomi své nepostižitelnosti.
V zemích, kde se trest smrti ukamenováním využívá, existuje často nařízení omezující velikost kamenů, aby oběť nezemřela příliš brzy. Příčina smrti závisí na místě zásahu, může jí být například zranění mozku, nedostatečné dýchání, popř. kombinace různých zranění (vnitřní krvácení apod.). Ukamenování se dodnes používá např. v Saúdské Arábii, Súdánu a Somálsku.